# El Colegio de Sonora
El Colegio de Sonora es conocido como El Colson, Colsonora, COLSON o El Colegio, es una institución de educación superior, ocupada de la investigación en el área de las ciencias sociales y humanidades. Se divide en el Centro de Estudios del Desarrollo, el Centro de Estudios Históricos de Región y Frontera, el Centro de Estudios en Salud y Sociedad, el Centro de Estudios en Gobierno y Asuntos Públicos y el Centro de Estudios Transfronterizos. Se fundó en 1982.

## Historia
Fue fundado el 28 de enero de 1982. Se ha enfocado en proyectos de Investigación social y humanidades, así como la enseñanza de posgrado en dichas áreas. El Colegio complementa las tareas del Centro de Investigación en Alimentación y Desarrollo (anteriormente Instituto de Investigaciones y Estudios Superiores del Noroeste) de la Universidad de Sonora, así como actividades del Instituto Tecnológico de Sonora,  y del Instituto Nacional de Antropología e Historia.
El objetivo de El Colegio de Sonora es “contribuir y apoyar el desarrollo del estado de Sonora y de México y aportar soluciones a sus problemas sociales y humanos, mediante la generación de conocimiento, su transferencia y aprovechamiento por todos los actores sociales y la formación de recursos humanos de calidad que comprendan y deseen influir positivamente en esta realidad”.
Tiene una publicación científica llamada Región y Sociedad.
Forma parte de la Red de Colegios, conformada por El Colegio de México, El Colegio de Jalisco, El Colegio de Michoacán, El Colegio de la Frontera Norte, El Colegio de la Frontera Sur, etc., los cuales realizan actividades conjuntas e intercambian información de sus investigaciones académicas.

## Rectores
- Gerardo Cornejo Murrieta
- Jorge Luis Ibarra Mendivil
- Ignacio Almada Bay (1998 - 2003)
- Catalina Denman Champion (2003 - 2008)
- Gabriela Grijalva Monteverde (2008 - 2018)
- Juan Poom Medina (2018 - 2023)
- José Luis Moreno Vázquez (2023 - 2028)